# 瘋狂伊凡

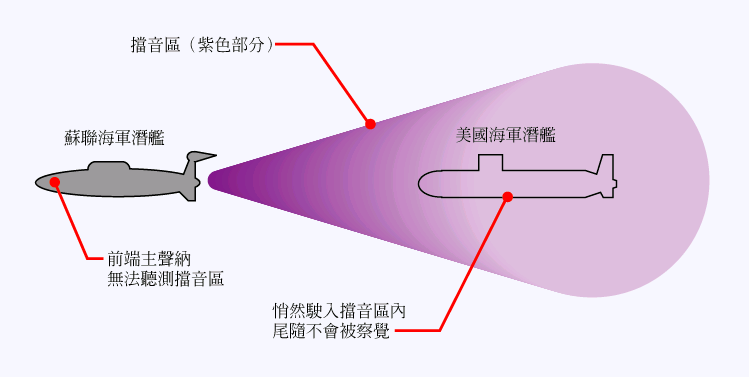
擋音區為潛艦艦體聲納的探測死角位置。

瘋狂伊凡（英語：Crazy Ivan）亦称苏联大回转，是美國海軍發明和使用的一个軍事專業術語，專為冷戰時期的蘇聯潛艦而設。此词指蘇聯潛艦所用的一種策略，即在潛航中的蘇聯潛艦會突然急瞬且劇烈地改變航向（轉彎），以探察自身是否已被其他潛艦所跟蹤、盯航。“瘋狂伊凡”中的「瘋狂」是指突然的急轉行為，而「伊凡」則是對俄國人常用的一般性暱稱。

## 聽測的死角：擋音區
蘇聯潛艦的急速轉彎有其理由，這牽涉到擋音區所造成的聲納聽測限制，當潛艦自身的螺旋槳葉片在旋轉推進時會產生噪音，這股噪音會造成聲納在感測聽辨方位上的扭曲，特別是指裝設於艦身前端位置的主聲納幾乎無法感測到正後方的聲音，正後方成為聽辨上的死角。
所以，蘇聯潛艦的急轉是為了查看自身是否被其他潛艦跟盯，因此用轉航來改變聲納的聽辨角度，以探察原有的死角位置是否有敵艦，且必須是急轉；若是緩速轉彎則敵艦仍可從容因應地跟隨轉彎，持續處在安全的擋音區內而不被察覺。

## 盯航時遭遇瘋狂伊凡的危險
在冷戰時期美蘇兩國的潛艦經常在水下相互跟盯，以防任一方有越軌行徑。在跟盯較勁中，正規且標準的作法就是：在不被對方察覺的情況下偷偷駛入敵潛艦的擋音區內，以此尾隨觀察其動向。然而此作法在蘇聯潛艦施展瘋狂伊凡時將可能導致兩種危險：
1. 被蘇聯潛艦發現尾隨蹤跡，若處理不當有可能釀成衝突。對此一般的因應方式是：立刻停止自身所產生的任何聲音，包括停止引擎運轉、停止螺旋槳葉片旋轉，以自力管控及禁絕任何可能的聲響發出，讓蘇聯潛艦即便能聽辨到自身所處的方位，也以為後方沒有任何東西。
2. 與蘇聯潛艦相撞，即便美方潛艦已經停止所有動力，但依舊有前移的慣性力量是自身無法控制的，且正在急轉時的蘇聯潛艦也等於是盲瞎的，須轉至定角後才能真正的探察；然而在蘇方無厘頭式的急轉與美方難自控的慣量下，倘若又前後相距過近，那麼就會造成相撞。

## 瘋狂伊凡的真實災禍
跟盯時因遭遇瘋狂伊凡而導致相撞，這並非是理論推測，而是確實發生過。1970年6月20日，美國海軍的核能動力攻擊潛艦：鱘魚級攻擊型核潛艇（Sturgeon class），編號SSN-639的蠔隆頭魚號，就因此與蘇聯海軍的核能動力巡弋飛彈潛艦：回聲II級（Echo class）的「Black Lila號」相撞，所幸雙方都未造成傷亡。
蠔隆頭魚號進入太平洋北部俄國水域進行情報蒐集的任務，她很順利地與這艘俄國潛艇保持接觸；但是在觀察的數個小時當中，俄國潛艇在水面下不斷地進行激烈迴轉，改變深度與姿態，很像是在演練擺脫敵人跟蹤的戰術。由於艦長和兩位資深聲納官有一段時間不在位置上，兩艘潛艇的距離逐漸縮短，就在蘇聯潛艇一次劇烈地改變動作時，突然從蠔隆頭魚號潛艇的聲納上消失，在艇上人員尚未能夠重新掌握狀況前，Black Lila號突然出現在蠔隆頭魚號的一側；在來不及迴避的情況下，蠔隆頭魚號的帆罩與Black Lila號的腹部相撞。從當時聲納員聽到的聲音顯示，兩具螺旋槳的其中一個可能在衝撞中脫離。
蠔隆頭魚號本身的損傷不大，可是聲納員發現俄國潛艇的深度迅速增加，同時發出類似金屬物體碰撞的聲響，接著蘇聯潛艇的訊號在一聲像是爆米花的聲音之後消失不見，蠔隆頭魚號艦長與聲納員根據這些紀錄判斷俄國潛艇已經沉沒在海底，因此他們掉頭以高速脫離俄國水域。
幸運的是，Black Lila號的艦長Boris Bagdasaryan與他的組員挽救了潛艇的下沉狀態，最後將潛艇帶到水面上。在這個時候，他們明白先前的事故是和另外一艘潛艇相撞，而且很可能是另外一艘美國潛艇，而且他們也認為這艘美國潛艇已經沉沒在海底。Black LIla號稍後以自身的動力回到港口進行大修，可是Bagdasaryan艦長遭受嚴厲的審判，從此無法擔任潛艇指揮官。同時，他認為這次的事故是美國潛艇衝撞他的船而導致的。
1992年2月11日，美國海軍洛杉磯級SSN689巴吞魯日號潛艦在科拉半島軍港入口處跟蹤俄羅斯北方艦隊的塞拉級核潛艦K-276「螃蟹」號。俄潛艦發覺後，立即以一個標準的瘋狂伊凡招式擺舵旋迴，採取迎頭對撞的戰術動作，向美國潛艦衝了過來。俄潛艦的指揮台圍殼撞上了美國潛艦的艇身，其圍殼幾乎被徹底撞毀，美方潛艦耐壓艇體則遭受了致命撞擊，被迫在三年後退役，成為了第一艘退役的洛杉磯級潛艦。

## 虛構題材中的瘋狂伊凡
- 小說：小說家湯姆·克蘭西（Tom Clancy）在他的首部軍武小說：《獵殺紅色十月號》（The Hunt for Red October）中運用了「瘋狂伊凡」作為故事過程中的一段，以增加內容情節的緊張感。此情節也同時在電影版中出現。而在派翠克．羅賓森(Patrick Robinson)的小說：《尼米茲大復仇－獵殺基洛潛艦》中，書末基洛級亦曾使用「瘋狂伊凡」試圖反制獵殺。[2]
- 科幻電視連續劇《螢火蟲》其中一集〈寧靜號〉的劇情中，寧靜號太空船借用了瘋狂伊凡這個名字及計略為其脫困計畫，雖然在劇情中執行時看起來反而比較像飛行性的「Bootleg Turn」（Bootlegger's turn），一種急煞車後的慣性漂移轉彎。
- 科幻電視連續劇《Andromeda》中也有相同的借用。
- 电子遊戲《红色警戒2》（Command & Conquer: Red Alert 2）中，苏联阵营有一个名为“瘋狂伊凡”的单位，为炸弹专家。
- 电子遊戲《潛龍諜影》（Metal Gear Solid）系列中，有一位身穿豹皮的將軍也叫「伊凡將軍」、「瘋狂伊凡」。

## 施展此計略的缺點

拖曳式陣列聲納可消除後方探測死角，與空中預警機有異曲同工之妙。

若將虛構題材「獵殺紅色十月號」中的「瘋狂伊凡」情節進行研究，會發現此段情節設計合理，小說出版與描述中所假定的時間是在1980年代，當時無論美蘇兩方的潛艦皆已開始配屬拖曳式陣列聲納（towed array sonar），但台风级潜艇一直并未装备拖拽声纳。拖曳式陣列聲納正是為了彌補潛艦正後方擋音問題而設計，配裝此種聲納並確實將聲納施放、拖曳後就沒有死角問題，就沒有必要再施展瘋狂伊凡來探察後方。
事實上，施展瘋狂伊凡不僅危險且有其缺點：
1. 潛艦艦身以急轉方式運動，不僅高速推進移動會產生巨大噪音，急轉航行也可能因氣穴現象（cavitation）產生巨大噪音，如此容易使施展者本身的行動位置曝光，附近使用被動聲納聽探的潛艦便可從噪音產生處而獲知其方位，所以施展瘋狂伊凡反而對自身不利。
2. 拖曳式陣列聲納是用一條拖線與潛艦相連，潛艦若未先將聲納收回就进行疯狂伊凡，会因劇烈運動而容易使拖線斷裂，進而失去了拖行的聲納，然而在現代潛艦作戰中拖曳式陣列聲納已是相當有效、管用且不可或缺的配備，若因此種施展而丟失聲納，代價權衡上極不合算。
3. 即便劇烈運動後拖線沒有斷裂、拖行的聲納沒有丟失，因運動所產生的噪音一時間也會使聲納的感測能力大受遮損。

總之，在配屬拖曳式陣列聲納後就无需进行疯狂伊凡动作，應盡可能將声纳施放、拖行以發揮後方監聽之效，解決死角問題就可以持續向前直航，而不再需要不時急轉回察。